# Peppermint (canção)
"Peppermint"  é o terceiro single da cantora americana Tiffany Young. Foi lançado em 30 de novembro de 2018.

## Lançamento e composição
Em 29 de novembro de 2018, Tiffany anunciou que lançaria uma música de Natal no dia seguinte. Em 30 de novembro, ela lançou seu primeiro single de Natal, "Peppermint". A música fala sobre um menino "frio e doce" como uma hortelã. "Peppermint" é descrito como um single de pop, jazz e R&B. "É definitivamente inspirado pelo meu amor por ficar, me aconchegar à beira da lareira e usar pijama o dia todo", disse Tiffany à MTV News sobre a nova faixa. "O Natal, para mim, foi mais especial quando foi comemorado ficar com um ente querido, ou entes queridos, relaxando e ouvindo música". "Peppermint" é um presente de Tiffany para seus fãs.